# Marion Laine
 (juillet 2020).
Si vous disposez d'ouvrages ou d'articles de référence ou si vous connaissez des sites web de qualité traitant du thème abordé ici, merci de compléter l'article en donnant les références utiles à sa vérifiabilité et en les liant à la section « Notes et références ».
Pour les articles homonymes, voir Laine.

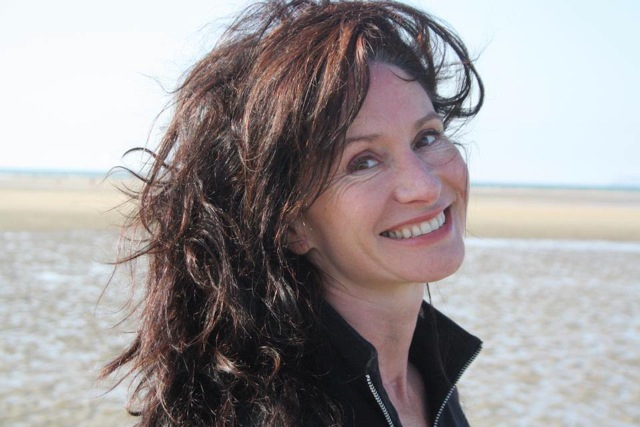
Marion Laine en 2015.

Marion Laine est une actrice, réalisatrice et scénariste française.

## Biographie
Elle est l'épouse de l'écrivain et traducteur Christophe Claro.

## Filmographie

### Actrice
- 1990 : Équipe de nuit de Claude d'Anna : la jeune fille
- 1991 : Merci la vie de Bertrand Blier : une infirmière
- 1992 : Sic transit de Gilles Verdiani (court-métrage) : Cécile
- 1992 : Les Merisiers de Pierre Lary (téléfilm) : la pharmacienne
- 1994 : Revivre de Jean-Luc Raynaud : Sophie
- 1995 : Le Contre-ciel de Siegrid Alnoy (moyen métrage)
- 1995 : Navarro, épisode Le Choix de Navarro de Nicolas Ribowski (série télévisée) : Delphine
- 1995 : Julie Lescaut, épisode Propagande noire d'Alain Bonnot (série télévisée) : Valérie Arnold
- 1996 : Le R.I.F., épisode L'île des loups de Michel Andrieux (série télévisée) : la surveillante no 2
- 1996 : Madame le Proviseur, épisode Bob et Samantha de Bertrand Van Effenterre (série télévisée) : Madame Solfi
- 1996 : Je suis ton châtiment de Guillaume Bréaud (court-métrage)
- 1998 : Les Cordier, juge et flic, épisode L'étoile filante de Paul Planchon (série télévisée) : la jeune femme no 1
- 1998 : Samedi, dimanche et fêtes de Franck Landron (court-métrage) : la jeune femme
- 1998 : Pour mon fils de Michaëla Watteaux (téléfilm) : la maîtresse d'école
- 1998 : Dossier : disparus, épisode Serge et Patrick (série télévisée) : Docteur Laurier
- 2004 : Rendez-vous de Stéphanie Joalland et Marc Journeux (court-métrage) : Sandrine

### Réalisatrice
- 1996 : Le 28 (court-métrage)
- 1999 : Derrière la porte (court-métrage)
- 2003 : Hôtel des Acacias (court-métrage)
- 2006 : Quiproqu'eau (court-métrage Emergence, une résidence artistique consacrée à la réalisation cinématographique)
- 2008 : Un cœur simple
- 2011 : Le Fil d'Ariane (téléfilm)
- 2012 : À cœur ouvert (long-métrage)
- 2015 : On the road to paradise (court-métrage pour les Talents Cannes)
- 2019 : Ce soir-là et les jours d'après (téléfilm)
- 2020 : Voir le jour
- 2021 : Intraitable (téléfilm)

### Scénariste
- 1996 : Le 28
- 1999 : Derrière la porte
- 2003 : Hôtel des Acacias
- 2008 : Un cœur simple
- 2011 : Des vents contraires de Jalil Lespert
- 2011 : Le Fil d'Ariane (TV)
- 2012 : À cœur ouvert